# Johann Gustav von Balthasar
Johann Gustav von Balthasar (* 19. Juni 1704 in Rostock; † 4. Dezember 1773 in Greifswald) war ein Bürgermeister von Greifswald und Landrat in Schwedisch-Pommern.
Johann Gustav von Balthasar war der jüngste Sohn von Jakob Balthasar (VI.) (1652–1706) und dessen Ehefrau Anna Katharina Gerdes, einer Tochter des Greifswalder Professors Friedrich Gerdes. Der Generalsuperintendent Jakob Heinrich von Balthasar, der Major Georg Nikolaus von Balthasar und der Professor Augustin von Balthasar waren Brüder von Johann Gustav. 1746 wurden sie in Wien in den Adelsstand erhoben.
Johann Gustav wurde 1753 Bürgermeister und 1764 Landrat in Greifswald.
Er war verheiratet mit Juliana Battus († 1774), Tochter des Magisters und Diakons an St. Nicolai in Greifswald Theodor Battus. Der Sohn David Theodor (1738–1793) wurde Assessor am Hofgericht Greifswald (gemütskrank gestorben) und die Tochter Katharina Elisabeth war verheiratet mit Johann Christoph Muhrbeck.